# Buldus
Buldus († 24. September 1046 auf dem Gellértberg in Buda, Fürstentum Ungarn) war ein ungarischer Bischof und Märtyrer. Er wird  in der römisch-katholischen Kirche als Heiliger verehrt.
Buldus wurde in verschiedenen ungarischen Chroniken und Legenden erwähnt. Demnach kam er mit den Bischöfen Gerhard von Csanád, Bystrík von Nitra und Beneta in Richtung Pest, um dort Fürst Andreas von Ungarn zu treffen. In Buda wurden sie von Aufständischen angegriffen. Buldus wurde durch Steine und Lanzenstiche getötet, ebenso Gerhard, während Bystrík und Beneta zunächst auf das andere Ufer der Donau flüchten konnten.
1083 wurde Buldus mit Gerhard und Bystrík heiliggesprochen und 1093 wurde deren Gedenktag auf einer Synode in Szabolc auf den 24. September festgelegt.
Sein Bistum ist unbekannt. Vermutet wurden Eger, Veszprém, Gyulafehérvár (Weißenburg) in Siebenbürgen oder Bihar.